# Pokémon: Arceus y la Joya de la Vida
Pocket Monsters Diamond and Pearl Arceus Chokoku no Jiku e (劇場版ポケットモンスター ダイヤモンド&パール アルセウス 超克の時空へ Gekijōban Poketto Monsutā Daiyamondo to Pāru Parachina Aruseus: Chōkoku no Jikū e?, Pocket Monsters Diamante & Perla la Película: Arceus, hacia la superación del Espacio-Tiempo), conocida en Estados Unidos como Arceus and the Jewel of Life, es la duodécima película basada en la serie de anime Pokémon. Fue estrenada en los cines Japoneses el 18 de julio de 2009.

## Argumento
Arceus: Chōkoku no Jikū he es la tercera y última película de trilogía Diamante y Perla, la cual sigue el argumento de las películas The Rise of Darkrai y Giratina and the Sky Warrior. 
Esta película comienza cuando Ash, Brock y Dawn/Maya llegan a un lago de Pueblo Michina, y empiezan a jugar en el agua con sus Pokémon. Entonces unas sandías llevadas por la corriente chocan con nuestros protagonistas. Ellos pensaban en comérselas pero llegaron los dueños: un niño y una niña. El niño y la niña les hacen un reto: una batalla doble Pokémon; el que gane se lleva las sandías. Comenzó una batalla doble: Ash y Dawn/Maya Vs los niños; como era de esperar Ash y Dawn/Maya ganaron, usando a Piplup y Pikachu y los niños usaron un Heracross y un Beautifly.
Finalmente acaban compartiendo las sandías. Los niños empiezan a contar cosas sobre unas ruinas y los protagonistas se dirigen hacia allí. Después nuestros protagonistas llegan a una laguna y se desarrolla un tornado de agua que arrastra a Pikachu y a Piplup; entonces de momento aparecen una chica y un chico y, asombrosamente, la chica invoca a Dialga para que salve a los Pokémon atrapados por el tornado, Dialga aparece y los salva pero luego aparece Giratina para luchar contra Dialga porque pensó que había venido a causar problemas, la chica tiene el poder de conectarse al corazón de los Pokémon legendarios, quiso tratar de hablarle a Giratina pero él estaba muy enojado, y para calmar a Giratina, Ash le habla y le pide que no pelee porque Dialga solo quería salvar a sus Pokémon, entonces Giratina se acuerda de él y se calma, entonces la chica vuelve a conectarse y le explica a Giratina que él tuvo un malentendido, logra calmarlos y luego Giratina regresa al Mundo Distorsión, y mientras los protagonistas hablaban con los chicos, se genera otro remolino de agua que atrapa a Dialga y entonces viene Palkia para salvar a Dialga, demostrando que hicieron las paces, la chica les agradece y luego tanto Dialga como Palkia vuelven a sus respectivas dimensiones.
Los chicos resultan ser los cuidadores de las ruinas, los llevan adentro de las ruinas y les explican a los protagonistas la historia de la razón por la cual estaban sucediendo esas cosas, cuentan que la tierra fue formada por un Pokémon llamado Arceus y que ese Pokémon había salvado la Tierra, ellos nunca habían escuchado sobre dicho Pokémon y les cuenta la historia, en el pasado un gigantesco meteorito iba a destruir la tierra, pero llegó Arceus para salvarla, él casi muere, porque al tratar de detener el meteorito, cuando este explota a Arceus se le caen las tablas de diamantes gigantes que le dan el poder, entonces aparece Damos quien vio todo lo sucedido, encontró a Arceus y quiso darle de vuelta sus tablas, Arceus se recuperó y como agradecimiento le dio 5 de sus tablas representando el agua, la grama, la tierra, el rayo y dragón, conocida como la joya de la vida, para embellecer la Tierra que había sido destruida por los meteoritos y le dijo que la cuidara, y que sin ella él podía morir y que el vendría a buscarla en el próximo eclipse.
Cuando Sheena terminó de contar la historia les dijo que Damos era su ancestro, y les mostró la joya de la vida, la cual generación por generación fue conservada para cuando llegara el día de entregársela. Entonces el chico les dijo que Arceus venía de camino, salieron y vieron a Arceus, quien anunció que venía a buscar la joya de la vida, pero cuando ella se la muestra, Arceus se da cuenta de que era falsa, se enoja y usa el ataque sentencia para destruir la Tierra como mismo la salva, destruyendo todo el lugar, entonces vienen los 2 hermanos legendarios Dialga y Palkia para defenderles pero Arceus se enoja más porque ellos estaban defendiendo a los humanos y decide atacarlos, debilita a Dialga, luego lanza un hiperrayo a Ash y compañía pero cuando impacta sobre ellos llega Giratina para salvarlos, luego comienza a pelear con Arceus, la chica se da cuenta de que Dialga trataba de decirle algo, y así mismo los toma (Ash, Dawn/Maya, Brock, Pikachu y Piplup) y dejando al chico, los lleva al día en que se supone que Damos le tenía que entregar la joya a Arceus, ellos estaban en una noche de eclipse, el emperador (Marcus) había hipnotizado a Damos (con la ayuda de su Bronzong) para engañar a Arceus y manda a unos Pokémon a atacarlo, él se enfureció y empezó a destruirlo todo de allí, entonces Dialga los traslada a lo que parecía una plaza y se aparecieron unos hombres y su rey, quien les preguntó quiénes eran y la chica les dijo también la razón por la cual estaban ahí, el rey mandó a que metieran a los demás en una celda y a los Pokémon en otra y se llevó a la chica quien le explicó el problema de la joya.
Él aceptó darle la verdadera joya, pero mintió, porque cambió la verdadera por la estaca que no la tenía, Pikachu y Piplup se encontraron con un Pichu quien los ayudó a liberar a un Totodile, un Chikorita y un Cyndaquil, quienes ayudaron a encontrar la llave de la celda donde estaban Ash y sus amigos. En la celda ellos se encontraron con Damos quien les contó la verdadera historia de lo que pasó esa noche, luego fueron al lugar donde se suponía que le tenían que dar la joya a Arceus, Sheena salió a darle la joya y le dijo a Arceus que Damos no pudo venir (todavía ellos no habían llegado) pero estaba vacía y el rey mandó a atacar a Arceus y le tiraron agua de plata, Arceus pensó que lo habían traicionado otra vez, Ash y sus amigos llegaron y le quitaron la verdadera joya al rey, Damos junto con Sheena se conectaron al corazón de Arceus y se encargaron de calmarlo haciéndole saber la verdad sobre la joya, mientras Ash bajó personalmente a donde estaba Arceus y trató de darle la joya, pero Arceus parecía muerto, ya que había recibido mucho daño, y las personas estaban desapareciendo, el rey les dijo que sin Arceus, nada debía existir, y finalmente Damos logró calmar el corazón de Arceus, pues al tocarlo Arceus vio sus verdaderos sentimientos, éste despertó y aceptó la joya, sacándolos del lugar que se estaba destruyendo, y dejaron las cosas claras, Dialga los trajo al presente de nuevo, pero cuando llegaron esta vez, al igual que Dialga, Giratina y Palkia estaban en el suelo debilitados y Arceus seguía molesto, pues era el presente, había usado nuevamente sentencia cuando Ash le gritó que no lo hiciera y él se acordó del pasado, reconociendo su voz; entonces deshizo su ataque, el presente volvió a la normalidad y se reparó la destrucción que había causado, les agradeció por todo lo que hicieron. Una vez que todo estaba arreglado, Giratina, Dialga y Palkia, ya recuperados, se fueron a sus dimensiones, Arceus tuvo una pequeña charla con Ash, les agradeció por todo y se fue de nuevo a su dimensión. Luego ellos vieron una piedra que tenía un mensaje que escribió Damos en el pasado para ellos: "Para los chicos del futuro que ayudan al planeta a ser un lugar más bello" ... y se quedaron mirando el paisaje

## Personajes
|  |  |

### Humanos
Ash Ketchum (サトシ Satoshi?)
 Seiyū: Rica Matsumoto
Dawn/Maya (ヒカリ Hikari?)
 Seiyū: Megumi Toyoguchi
Brock (タケシ Takeshi?)
 Seiyū: Yūji Ueda
Jessie (ムサシ Musashi?)
 Seiyū: Megumi Hayashibara
James (コジロウ Kojirō?)
 Seiyū: Shinichirō Miki

### Pokémon
Pikachu (ピカチュウ?)
 Seiyū: Ikue Otani
Meowth (ニャース Nyarth?)
 Seiyū: Inuko Inuyama
Piplup (ポッチャマ  Pochama?)
 Seiyū: Etsuko Kozakura
Dialga (ディアルガ Diaruga?)
Palkia (パルキア  Parukia?)
Giratina (ギラティナ?)
Arceus (アルセウス  Aruseusu?)
 Seiyū: Akihiro Miwa
Heatran ( ヒードラン Hīdoran?)

## Reparto
| Personaje | Actor de Voz (Japón) | Actor de Voz (España) | Actor de Voz (México)   |
| --------- | -------------------- | --------------------- | ----------------------- |
| Ash       | Rika Matsumoto       | Adolfo Moreno         | Alan Fernando Velázquez |
| Jessie    | Megumi Hayashibara   | Amparo Valencia       | Diana Pérez             |
| Brock     | Yūji Ueda            | Javier Balas          | Alan Prieto             |
| Pikachu   | Ikue Ōtani           | Ikue Ōtani            | Ikue Ōtani              |
| Dawn      | Megumi Toyomuchi     | Mar Bordallo          | Leyla Rangel            |
| James     | Shin'ichirō Miki     | Iván Jara             | José Antonio Macías     |
| Meowth    | Inuko Inuyama        | José Escobosa         | Gerardo Vásquez         |
| Palmer    | Nobuyuki Hiyama      | Alejandro Garcia      | Roberto Carrillo        |
| Marcus    | Koichi Yamadera      | Iñaki Crespo          | Ferso Velasquez         |
| Damos     | Masahiro Takachima   | Alejandro Garcia      | Leonardo García         |
| Sheena    | Kii Kitano           | Adelaida López        | Maggie Vera             |
| Kato      | Motoko Kumai         | Miriam Valencia       | Javier Olguin           |
| Kiko      | Ken Shindou          | Carmen Podio          | Angelica Villa          |
| Kevin     | Yuji Kishi           | Juan Logar Jr.        | Ricardo Bautista        |
| Tapp      | Yuzuru Fujimoto      | Juan Carlos Lozano    | Guillermo Coria         |
| Arceus    | Akihiro Miwa         | ?                     | Ricardo Méndez          |

## Recepción
Arceus and the Jewel of Life recibió críticas mixtas a positivas por parte de la audiencia y los fanes. En el sitio web Rotten Tomatoes la audiencia le dio una aprobación de 68%, basada en más de 600 votos, con una calificación promedio de 3.8/5. En la página web IMDb tiene una calificación de 6.4 basada en más de 800 votos. En la página Anime News Network posee una puntuación aproximada de 6 (decente), basada en más de 100 votos, mientras que en MyAnimeList tiene una calificación de 7.1, basada en más de 17 000 votos.